# Wassen
Wassen é uma comuna da Suíça, no Cantão Uri, com cerca de 472 habitantes. Estende-se por uma área de 97,02 km², de densidade populacional de 5 hab/km². Confina com as seguintes comunas: Attinghausen, Engelberg (OW), Erstfeld, Gadmen (BE), Göschenen, Gurtnellen.
A língua oficial nesta comuna é o Alemão.